# Acanthocyclops rebecae
Acanthocyclops rebecae – gatunek widłonoga z rodziny Cyclopidae, nazwa naukowa gatunku została po raz pierwszy opublikowana w 2000 roku przez Franka Fiersa, Véronique Ghenne & Eduarda Suárez-Morales.